# Пашкевич, Игорь Анатольевич
Игорь Анатольевич Пашкевич (1 июля 1971, Москва, РСФСР, СССР — 25 марта 2016, Майами, Флорида, США) — фигурист из России, с 1997 года выступавший за Азербайджан, серебряный призёр чемпионата Европы 1996 года в мужском одиночном катании. Чемпион мира среди юниоров в 1990 году.

## Биография
Игорь Пашкевич родился в 1971 году в СССР. В 1990 году в Колорадо-Спрингс, выступая за СССР, выиграл молодёжный чемпионат мира, опередив Алексея Урманова. В 1996 году он стал серебряным призёром чемпионата Европы. После этого стал выступать за Азербайджан. Переехал в США, выступал в профессионалах. Работал тренером во Флориде.
Погиб в Майами 25 марта 2016 года.
Был похоронен в Москве на Пятницком кладбище 9 апреля 2016.

## Спортивные достижения

### Выступления за Азербайджан
| Соревнования/Сезоны     | 1997 | 1998 |
| ----------------------- | ---- | ---- |
| Зимние Олимпийские игры |      | 16   |
| Чемпионаты мира         | 8    |      |
| Чемпионаты Европы       | 7    | WD   |

- WD = Снялся с соревнования

### Выступления за Россию
| Соревнования/Сезоны | 1992 | 1993 | 1994 | 1995 | 1996 |
| ------------------- | ---- | ---- | ---- | ---- | ---- |
| Зимние Олимпиады    |      |      | 15   |      |      |
| Чемпионаты мира     |      | 14   | 9    |      |      |
| Чемпионаты Европы   |      |      |      |      | 2    |
| Чемпионаты России   |      | 3    | 3    |      | 3    |

### Выступления за СССР
| Соревнования/Сезоны      | 1988—1989 | 1989—1990 |
| ------------------------ | --------- | --------- |
| Чемпионаты мира (юниоры) | 7         | 1         |

## Семья
В октябре 2010 года родилась дочь Александра.